# Cheng Chui Ping
Cheng Chui Ping (en xinès tradicional: 鄭翠萍; en xinès simplificat: 郑翠萍; en pinyin: Zhèngcuìpíng), més coneguda amb el nom de Sister Ping (萍姐, Píng Jiě ; Germana Ping) (Shengmei, 9 de gener de 1949 - Fort Worth, Texas, 24 d'abril de 2014), va ser una dona que va exercir una reeixida operació de tràfic de persones entre Hong Kong i Nova York des del 1984 fins al 2000. Va ser arrestada a Hong Kong el 2000 i extraditada als Estats Units d'Amèrica el 2003. Va ser empresonada a la presó federal per a dones Federal Medical Center, Carswell fins a la seva mort a. 2014.
També era coneguda amb el nom de «La mare de tots els caps de serp» («cap de serp» és una traducció de la paraula xinesa per a «traficant de persones»).

## Infància
Ping va néixer el 9 de gener de 1949 al poble pobre agrícola de Shengmei (al districte Mawei (马尾 / 馬尾) de la ciutat de Fuzhou (福州, bellesa prospera), a la província de Fujian, a la Xina. El pare de Ping, Cheng Chai Leung (que era de Shengmei), i la mare (que era d'un poble veí), van tenir cinc fills en total. Ping tenia 10 mesos quan Mao Zedong (毛泽东) va establir la República Popular Xina. Va assistir a l'escola primària del poble de petita i treballava a la granja familiar, ajudant a criar porcs i conills, tallant llenya i cultivant un hort. Segons el biògraf de Ping, Patrick Radden Keefe, que la va entrevistar el 2008, Ping va dir que quan tenia dotze anys va sobreviure a la captura d'un vaixell de rem en el qual viatjava cap a un altre poble per tallar llenya per encendre. Va recordar que durant l'incident, totes les persones del vaixell que havien agafat un rem van sobreviure a l'atac, mentre que «les dues persones que no van agafar un rem i es van asseure mentre altres lluitaven van acabar mortes». «Això em va ensenyar a treballar molt dur». Ping també va dir que durant la Revolució Cultural, es va convertir en una líder de la Guàrdia Roja al seu poble.
Quan tenia quinze anys, el seu pare va deixar la família i va viatjar als Estats Units d'Amèrica com a tripulant d'un vaixell mercant. Va romandre als Estats Units durant tretze anys, treballant en una bugaderia i enviant diners a casa a la família cada pocs mesos. Va ser capturat per les autoritats d'immigració dels Estats Units i deportat a la Xina el 1977. Quan va tornar a la Xina, el pare de Ping va entrar en el negoci de contraban de persones.
Ping es va casar amb un home d'un poble veí, Cheung Yick Tak, el 1969. Van tenir una filla, Cheung «Monica» Hui Mui, el 1973; Ping va tenir tres fills més. La família es va traslladar a Hong Kong el 1974, on Ping es va convertir en una empresària d'èxit i va obrir una fàbrica a Shenzhen, Xina. El juny de 1981, amb l'ajuda d'una parella d'ancians, Ping va treballar com a mainadera a Nova York. La família va passar per Canadà i el 17 de novembre de 1981 es van establir a Chinatown, Manhattan, als Estats Units d'Amèrica, on va obrir una botiga, Tak Shun Variety Store, que atenia els immigrants de Fuzhounese. Durant la seva etapa a Nova York, Ping va viure al carrer 14 Monroe, Knickerbocker Village, un modest barri de classe mitjana-baixa.

## El negoci de tràfic de persones

### Inicis
Sister Ping va començar la seva carrera de tràfic de persones a principis de la dècada del 1980 en solitari, portant uns quants habitants de la Xina als Estats Units d'Amèrica mitjançant una companyia aèria comercial amb documents d'identificació falsificats. Va cobrar 35.000 dòlars o més per transportar immigrants als Estats Units.
A la primavera del 1989, la Reial Policia Muntada del Canadà va recopilar proves contra la Sister Ping a l'aeroport internacional de Toronto. Diversos mesos després, Ping va ser arrestada i es va declarar culpable de tràfic de persones. Va ser condemnada a sis mesos de presó al comtat de Butler, Pennsilvània. Com que parlava poc anglès es va aïllar dels altres presos, i va acceptar fàcilment proporcionar informació a un agent del FBI de parla xinesa sobre l'inframon de Chinatown. Per aquest fet va rebre una reducció de condemna i va complir només quatre mesos.
Va tornar a l'activitat després de les protestes de la plaça de Tiananmen de 1989, quan el govern dels Estats Units va oferir als estudiants xinesos presents als Estats Units l'oportunitat de quedar-se. Milers de persones van viatjar al país des de l'estranger utilitzant documentació falsa per reclamar la residència sota la nova regla.

### Operacions massives amb vaixells de càrrega
El 6 de juny de 1993, el vaixell Golden Venture va encallar a la costa de Queens, Nova York amb 286 immigrants il·legals a bord. Un dels caps criminals, Guo Liang Chi, va acusar Ping com a inversora durant el judici. Tot i que Ping va proporcionar diners en efectiu per comprar el vaixell envellit a Tailàndia, no havien proves que la relacionessin amb el tràfic de persones. Al desembre de 1994, es va presentar una acusació davant un tribunal federal de Manhattan, on es va declarar que Ping havia transportat uns 3.000 fujianesos als Estats Units des de 1984 amb l'ajuda de la banda xinesa estatunidenca Fuk Ching. De vegades, centenars de persones eren transportades alhora en un vaixell de càrrega i tancades sota la coberta durant mesos amb poc menjar i aigua. El 1998, un dels vaixells petits que Sister Ping utilitzava per descarregar persones d'un vaixell més gran es va enfonsar a la costa de Guatemala i van morir ofegades 14 persones.

### Xarxa i grups internacionals
Sister Ping va contractar centenars de persones a diversos països per fer ostatges a familiars dels immigrants fins que aquests paguessin els honoraris del viatge. De vegades, els seus clients tenien sort i arribaven amb seguretat als Estats Units on pagaven les desorbitades tarifes que cobrava Sister Ping i s'alliberaven els ostatges.
Per assegurar-se que els seus clients pagaven el preu del viatge, Sister Ping va contractar pinxos armats de la Fuk Ching, la banda més perillosa i temuda de Chinatown, per transportar i vigilar els seus clients als Estats Units. La presència d'aquests membres de la banda va garantir que Sister Ping cobrés els honoraris que exigia pel viatge, entre 25.000 i 45.000 dòlars.
Sister Ping també gestionava un negoci de préstec de diners a la seva botiga de Chinatown.

### Abast i notorietat
Els xinesos que realitzen operacions de tràfic de persones són coneguts amb el nom de «caps de serp» (蛇头), de la traducció xinesa per a tràfic de persones. Gairebé tots els immigrants que va transportar Sister Ping procedien de la província de Fujian. Va ser reconeguda com la «cap de serp» més famosa per realitzar grans operacions sofisticades, que es va convertir en escala internacional. El Departament de Justícia dels Estats Units va declarar a la seva sentència que «Sister Ping és una de les primeres i la més reeixida traficant de persones de tots els temps». Es calcula que Ping va acumular al voltant de 40 milions de dòlars.

### Persecució legal
El 1994, Sister Ping va ser convidada a Pequín juntament amb altres empresaris d'ultramar procedents de Fujian per celebrar l'aniversari del Partit Comunista. Va ser arrestada quan va arribar, però segons la policia i amics, va pagar suborns i va poder fugir. Més tard, al desembre de 1994, Ping es va assabentar de l'acusació dels Estats Units i va fugir, tornant a la Xina on va continuar el seu negoci.
El FBI i l'INS van passar els següents cinc anys intentant arrestar-la, però residia principalment a la Xina, que no té cap tractat d'extradició amb els Estats Units. El 17 d'abril de 2000, la Interpol va buscar en les llistes de passatgers els vols de Hong Kong a Nova York, i van trobar el nom del seu fill. Més de 40 agents de l'oficina de narcòtics de Hong Kong van esperar a l'aeroport, la van detenir cap al migdia, li van prendre les empremtes i va ser arrestada. En aquell moment, Ping portava tres passaports, entre ells un fals de Belize amb la seva foto, però a nom de Lilly Zheng. Va lluitar contra l'extradició, però finalment va ser enviada a Nova York el juliol del 2003 i va ser traslladada al Centre de Detenció Metropolità de Brookly.
Després d'un judici davant del Tribunal de Districte dels Estats Units pel districte sud de Nova York, va ser condemnada el juny del 2005 per tres delictes (tràfic de persones, presa d'ostatges i blanqueig de diners) a 35 anys de presó.
Ping va ser entrevistada a la presó federal de Danbury el juny de 2013 i va dir:«Estar tancada durant més de deu anys m'ha permès pensar en la meva vida anterior, m'he calmat el cor i he començat a sentir que la presó és el lloc més segur per a mi. Segueixo dient-me que no pensi gaire en el futur i visqui la vida en aquest moment». També va dir:«No puc creure que m'empresonin durant 35 anys. 35 anys! En certa manera, vaig ser assassinada pels agents del FBI i pels testimonis mentiders».
Sister Ping va complir part de la seva condemna a la Institució Correccional Federal de Danbury, Connecticut (BOP # 05117-055). El 2013, Ping va ser diagnosticada de càncer de pàncrees i transferida al Centre Mèdic Federal de Carswell, Texas, per rebre tractament contra el càncer.

## Mort
La salut de Ping s'havia deteriorat a la presó, amb colesterol i lípids en sang; va perdre 8 quilos en els darrers dos anys de la seva vida. Amb 65 anys, Ping va morir tranquil·lament al migdia del 24 d'abril de 2014, envoltada per la seva família al Centre Mèdic Federal de Carswell, Texas.
El seu funeral va tenir lloc el 23 de maig del 2014 al tanatori Boe Fook del Canal Street de Manhattan, on van assistir milers de persones.
El seu cos reposa al cementiri Kensico de Valhalla.